# Cetoscarus ocellatus
Cetoscarus ocellatus ist eine Art der Papageifische (Scarinae) in der Familie der Lippfische (Labridae).

## Merkmale
Cetoscarus ocellatus erreicht eine Standardlänge von bis zu 80 Zentimeter. In der Initialphase ist der Kopf violett bis rötlich braun gefärbt, an der Bauchseite mit feinen schwarzen Flecken. Zum Rücken hin ist der Körper breit blass gelblich, darunter bläulich grau gefärbt. Die Schuppen sind schwarz umrandet und gefleckt. Die unpaarigen Flossen sind bräunlich rot, die Schwanzflosse (Caudale) mit einem weißlichen, halbmondförmigen hinteren Rand. In der Terminalphase sind die Männchen grün mit rosa umrandeten Schuppen. Bis zu einer orangefarbenen Linie die vom Mundwinkel über den Oberbauch bis zur Brustbasis verläuft, sind Kopf und Vorderkörper mit zahlreichen kleinen rosa Flecken gezeichnet. Unterhalb der Linie ist die Färbung einheitlich grün mit einem breiten, rosafarbenen Längsband unterseits. Jungtiere haben am Kopf, mit Ausnahme von Schnauze und Kinn, ein breites, orangefarbenes Band mit dunklen Rändern. An der Rückenflosse befindet sich ein vorne ein orange umrandeter, dunkler Fleck und an der Schwanzflosse ein submarginales oranges Band. Bei juvenilen Tieren ist die Schwanzflosse rundlich, bei adulten Tieren ist sie gegabelt.
Die Brustflossen haben 14 bis 15 (gewöhnlich 14) Flossenstrahlen. Die Anzahl Prädorsalschuppen beträgt 5 bis 7 (gewöhnlich 6). Auf den Wangen verlaufen 3 Schuppenreihen, die untere mit 3 bis 7 Schuppen. Die Oberfläche der Außenseiten der miteinander verschmolzen Zähne sind nicht glatt, sondern kugelig, konische Zähne an den Seiten der Dentalplatten fehlen. Die Zahnschilde werden großteils von den Lippen bedeckt. Die Schnauze ist lang.

## Verbreitung
Cetoscarus ocellatus ist im Indopazifik weit verbreitet. Das Verbreitungsgebiet reicht von Somalia bis Südafrika, erstreckt sich von dort ostwärts bis zum Tuamotu-Archipel einschließlich des östlichen Australiens und des Middleton Reefs, nach Norden bis zum südlichen Japan und südwärts bis zum westlichen Australien.

## Lebensraum und Lebensweise
Cetoscarus ocellatus bewohnt die seewärts gelegenen Seiten von Riffen und Lagunen. Die Nahrung besteht aus benthischen Algen.